# Сіль землі (фільм, 1978)
«Сіль землі» (рос. «Соль земли») — радянський семисерійний телевізійний художній фільм, знятий у 1978 році на кіностудії «Ленфільм» режисером Іскандером Хамраєвим за однойменним романом Георгія Маркова.

## Сюжет
Дія відбувається в Західному Сибіру в кінці 1940-х років. У фільмі простежується доля селянської родини Строгових (продовження фільму «Строгови»). Основною фігурою фільму є Максим Матвійович Строгов (Кирило Лавров). Недавній фронтовик, командир полку, він приймає на «громадянці» складну ділянку — стає партійним працівником. Принциповий, твердий і рішучий Максим Строгов, коли справа стосується питань важливих, державних, народних. Він більше слухає, ніж говорить, вдивляється в саму серцевину людини, намагаючись її зрозуміти правильно, відсіяти наносне і зайве. Він вірить у велике майбутнє свого краю, стоїть за дбайливе ставлення до лісових багатств, до тайги, яка далеко не нескінченна, не безмежна, якщо ставитися до неї марнотратно, не по-хазяйськи. У своїх вчинках Максим Строгов керується вищими інтересами, а не особистим престижем. Коли треба він і рідному брату Артему Строгову (Петро Чернов) може зробити зауваження, незважаючи що той є секретарем Притайгового райкому партії.
З перших же хвилин викликає симпатію мисливець Лисицин (Михайло Глузський). Він людяний, правдивий, добрий і роботящий. Для Лисицина рідні місця — частина держави. Коли треба дати відсіч людям байдужим, чиновникам по натурі, для яких і кедровик вирубати нічого не варте, і на місці тайги голе місце залишити, він, що називається, за словом в кишеню не лізе. Дивишся на Лисицина, на його дочку Уляну (Олена Глєбова), на вчителя Олексія Краюхіна (Геннадій Єгоров), на лісове житло, що загубилося серед незвичайних природних красот, дивишся на все це, не відриваючись, і думаєш: ось вони трудівники, прості хороші люди, сіль землі нашої.
Сім серій фільму вмістили майже все «населення» роману. Тут і Марина Строгова (Наталія Фатєєва), сестра Максима і Артема, і купецький син Станіслав (Микола Муравйов), жадібний власник, підступний і хитрий пристосуванець, який шукає в болоті скриню з золотом і коштовностями, які колись сховав його батько. Тут і дід Марей Гордійович (Іван Переверзєв), старий каторжанин, по-сибірськи сильний, стриманий і небагатослівний. Фільм оживив для нас літературних героїв одного з яскравих і улюблених радянських письменників Георгія Маркова.

## У ролях
- Кирило Лавров —  Максим Матвійович Строгов
- Софія Павлова —  Анастасія Федорівна Строгова
- Петро Чернов —  Артем Матвійович Строгов
- Наталя Фатєєва —  Марина Матвіївна Строгова
- Михайло Глузський —  Михайло Семенович Лисицин
- Олена Глєбова —  Уляна Михайлівна Лисицина
- Геннадій Єгоров —  Олексій Корнеїч Краюхін
- Олена Андерегг —  гостя Марії Григорівни
- Іван Переверзєв —  Марей Гордійович Добролет  (озвучив Ігор Єфімов)
- Надія Хіль —  Софія Захарівна Великанова
- Анатолій Ромашин —  Захар Миколайович Веліканов
- Олександр Парра —  Григорій Володимирович Бенедиктін
- Микола Волков (молодший) —  Андрій Калістратович
- Микола Муравйов —  Станіслав Тихомиров
- Ніна Мазаєва —  Неліда Єгорівна Краюхіна
- Леонід Марков —  Іван Федорович Єфремов, секретар обкому КПРС  (озвучив Ігор Єфімов)
- Людмила Новосьолова —  Дуня, дружина Артема Строгова
- Євген Горюнов —  Роман Дем'янович Галушко, фельдшер
- Сергій Полежаєв —  Ілля Петрович Водомєров, директор інституту
- Георгій Тейх —  Леонтій Іванович Рослов, професор
- Олександр Дем'яненко —  Семен Васильович Грибков, кореспондент обласної газети
- Віктор Іллічов —  Іван
- Костянтин Іванов-Зорін —  Афанасій Федотович Чернишов (озвучив Ігор Єфімов)
- Ігор Ерельт —  Мирон Степанович Дегов
- Павло Кормунін —  Платон Єрмолайович Золотарьов, пасічник
- Майя Булгакова —  Марія Григорівна
- Іван Краско —  Василь Кирилович Філін, редактор газети
- Іван Косих —  Петро Петрович Воскобойников
- Юлія Шулепова —  дочка Строгова
- Валентина Ананьїна — Валентина
- Анатолій Столбов — Хомутніков

## Знімальна група
- Автор сценарію:  Георгій Марков, Едуард Шим
- Режисер:  Іскандер Хамраєв
- Оператор: Олександр Чечулін
- Художник:  Олексій Федотов